# Speocera bambusicola
Speocera bambusicola is een spinnensoort uit de familie Ochyroceratidae. De soort komt voor in Kenia.